# Salto do Jacuí
Salto do Jacuí là một đô thị thuộc bang Rio Grande do Sul, Brasil. Đô thị này có diện tích 519,197 km², dân số năm 2007 là 12154 người, mật độ 23,41 người/km².